# جمع‌خانه

جمع‌خانه اهل حق شهر گهواره

جَمع‌خانه (جمخانه هم نوشته‌اند) (در ترکیه با عنوان:جم‌اِوی) به محل تجمع و عبادت پیروان یارسان در ایران و عراق، و نیز پیروان علویگری در ترکیه و آلبانی گفته می‌شود.
جمع‌خانه نیایشگاه و محل گردهمایی مردم یارسان (اهل حق) است. آئین و نذر و نیازهای مردم به همراه مراسم فاتحه‌خوانی برای در گذشتگان در این مکان تشکیل می‌شود. مراسم عبادی پیروان یاران که آیین جم (جمع) نامیده می‌شود، به‌طور منظم هر پنج‌شنبه شب در جمع‌خانه‌ها برگزار می‌شود.